# USA-193
USA-193 ou NROL-21 (NRO Launch 21) était un satellite de reconnaissance américain, lancé depuis la base de Vandenberg, en Californie, le 14 décembre 2006. Ce satellite de la NRO, de moins de trois tonnes, était sans doute un satellite expérimental d'imagerie radar de la famille des Lacros. L'USA-193 a été victime d'une défaillance technique dès sa mise en orbite et cette dernière a commencé à décroitre.
Les autorités américaines ont décidé de détruire le satellite à l'aide d'un missile SM-3 tiré depuis un croiseur lance-missiles, en avançant comme raison le risque constitué par la rentrée atmosphérique non contrôlée de l'engin spatial. La destruction de l'USA-193, qui a eu lieu le 21 février 2008, a donné naissance à de nombreuses polémiques : contribution à la militarisation de l'espace, création de débris spatiaux. Cette décision a été associée par certains commentateurs à la destruction d'un satellite (en) réalisée dans des conditions similaires par la Chine, en 2007.

## Caractéristiques
USA-193 est un satellite de reconnaissance américain, lancé depuis la base spatiale de Vandenberg le 14 décembre 2006 par une fusée Delta II-7920. Ce satellite du National Reconnaissance Office (l'une des agences de renseignement des États-Unis), aux caractéristiques secrètes, était sans doute un prototype de satellite de reconnaissance radar dans la continuité des satellites Lacros. Le lancement était le premier réalisé par United Launch Alliance, une entreprise commune entre Boeing et Lockheed Martin, constructeurs des deux lanceurs (Atlas V et Delta 4) utilisés par les militaires américains.

## Dysfonctionnement
Moins d'un mois après le lancement, la presse a rapporté qu'un satellite espion, probablement USA-193, avait perdu le contact avec le sol,.
En janvier 2008, plusieurs sources, ont rapporté qu'un satellite espion américain, probablement USA-193, allait retomber sur terre dans un délai de quelques semaines, sans doute début mars 2008. Son orbite au 18 février 2008 n'était plus comprise qu'entre 247  et   259 km, contre les 400 km d'origine.
Plusieurs articles ont signalé la possibilité de présence de produits ou de matériaux potentiellement dangereux, dans un cas de l'hydrazine et dans un autre du béryllium. Certains citaient également la possibilité que le satellite possède un générateur thermoélectrique à radioisotope, un système t produisant de l'énergie électrique grâce à du plutonium.

## Destruction en vol

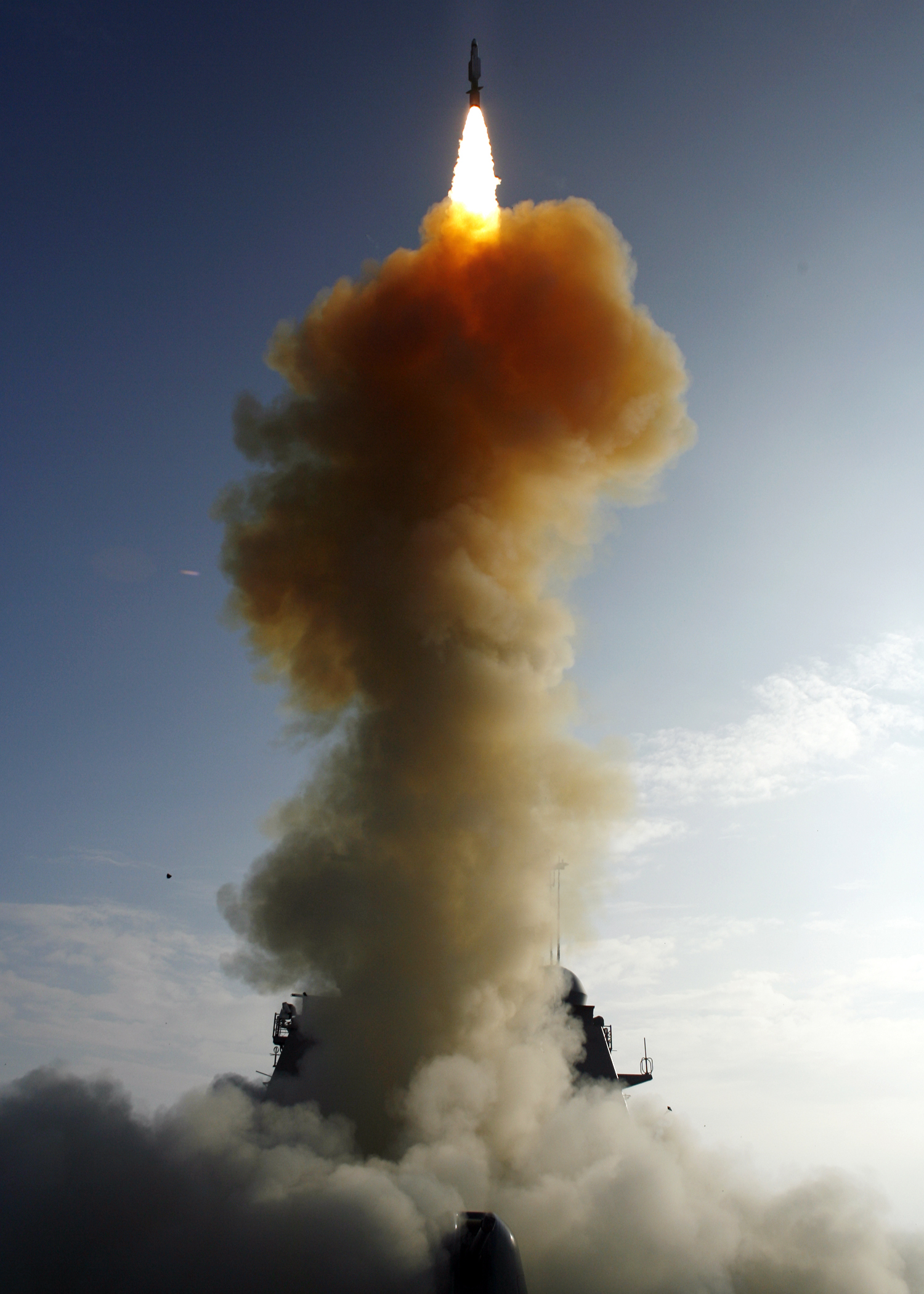
Lancement du missile pour détruire le satellite USA-193.

Le 14 février 2008, l'administration américaine a annoncé que, à la suite d'une décision du président Bush, le satellite serait détruit avant sa rentrée dans l'atmosphère, dans le but de « sauver et préserver la vie humaine ». Certains médias ont indiqué que le satellite serait abattu grâce à un SM-3 de la marine développé dans le cadre de la défense antimissile, tiré depuis le croiseur USS Lake Erie (CG-70) (en) de classe Ticonderoga, stationné dans le Pacifique Nord et secondé par les destroyers de classe Arleigh Burke USS Decatur (DDG-73) et USS Russell (DDG-59). Les autorités ont annoncé une probabilité de succès proche de 80 %. Le coût de l'opération de destruction, nommée « Burnt Frost » est estimé entre 40 et 60 millions de dollars américains, dont 10 millions pour le missile lui-même.
Le 21 février, le département de la Défense a annoncé dans un communiqué : « Vers 22 h 26, (3 h 26 GMT, jeudi 21 février 2008), un navire de guerre équipé d'un système de combat Aegis, USS Lake Erie, a tiré un missile SM-3 tactique qui a frappé le satellite approximativement à 247 km au-dessus de l'océan Pacifique ». La vitesse relative du satellite et du missile au moment de l'impact peut être estimée à 44 000 km/h, soit 12 km/s.
Le suivi de l'opération a été assuré par le Sea-based X-band Radar. Au 15 mars 2008, 169 débris avaient été répertoriés, dont plusieurs étaient rentrés dans l'atmosphère.

## Analyse et polémique
Un journaliste a remarqué que la destruction de ce satellite pouvait se justifier par d'autres raisons : éviter de perdre le contrôle de matériels et de technologies confidentiels, et « répondre » à la république populaire de Chine, qui avait elle-même abattu par missile balistique un satellite Feng-Yun le 11 janvier 2007.
Un article du New-York Times dénombre 328 satellites retombés sur terre depuis cinq ans sans causer de dégâts. L'armée américaine se contente de justifier sa position par la quantité importante d'hydrazine transportée par USA-193.
Le site Futura-Sciences souligne dans un de ses articles les similitudes de cet engin avec les satellites espion de type Lacros. Il envisage l'hypothèse d'un démonstrateur, testant des dispositifs destinés à une nouvelle génération d'appareils d'observations. Dans ce cas, sa destruction se justifierait pour éviter le risque que ses technologies ne se retrouvent divulguées ou tombent entre de mauvaises mains.

## Galerie de photos

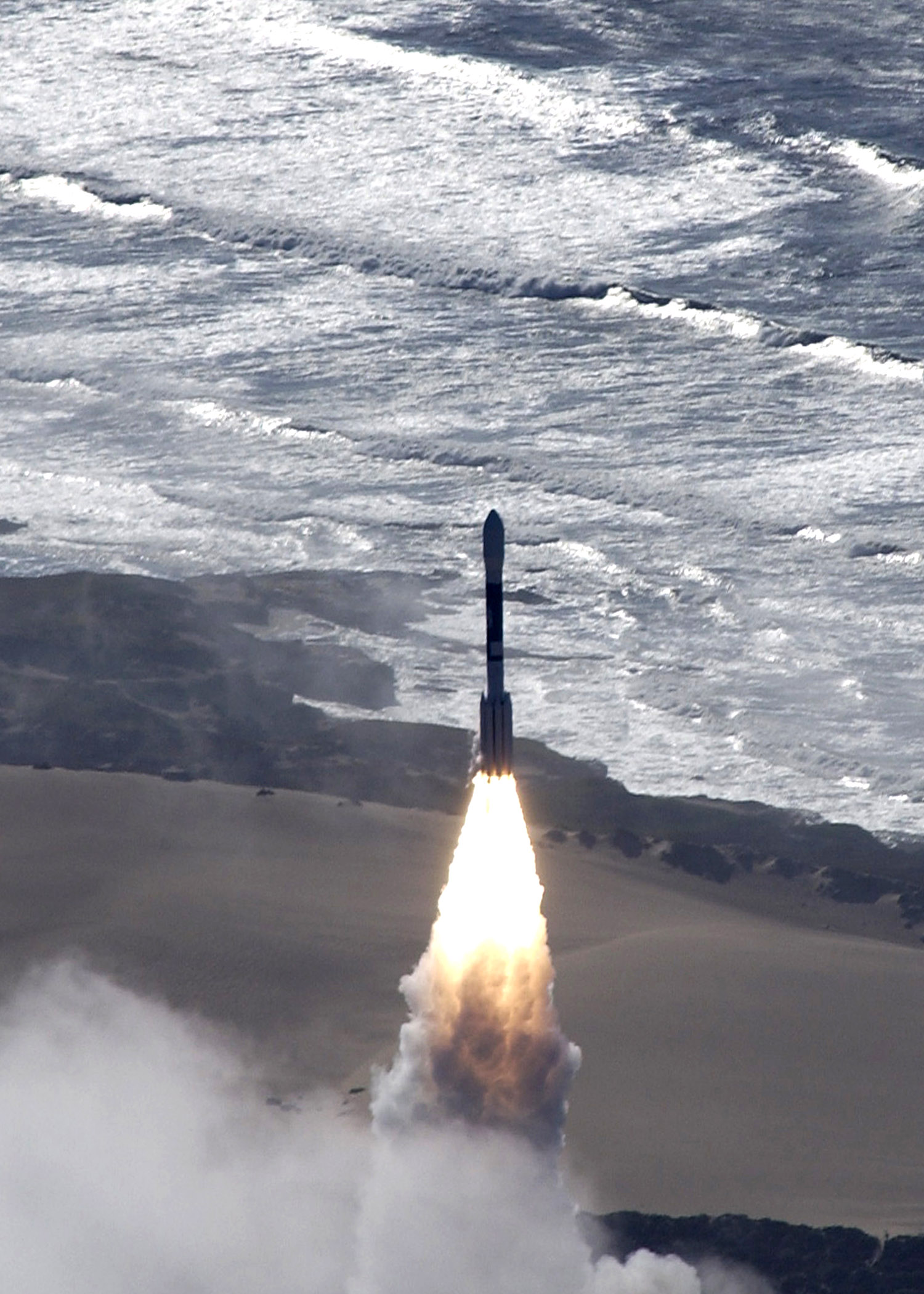
Lancement de USA-193, à Vandenberg.
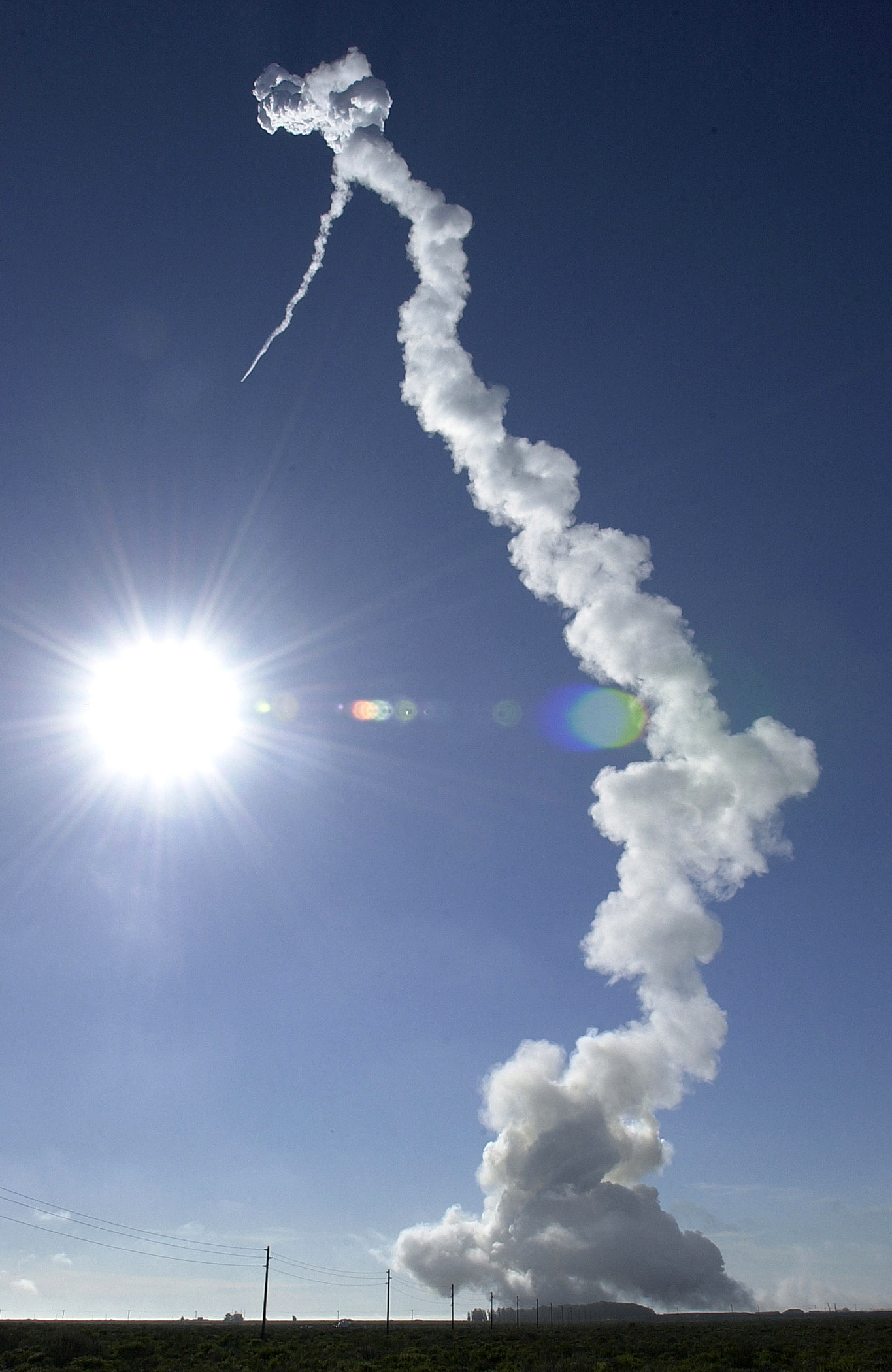
Lancement de USA-193, à Vandenberg.
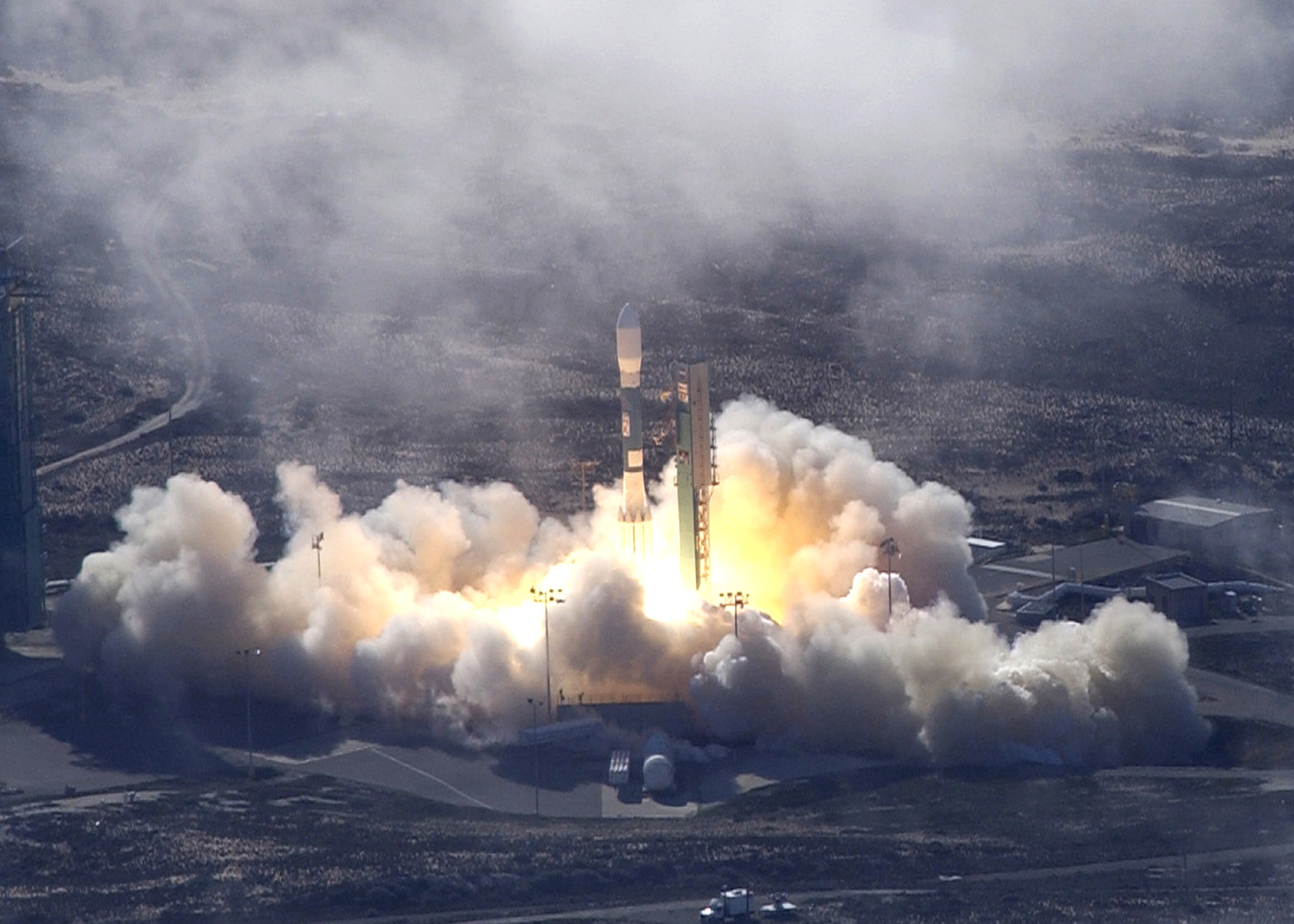
Lancement de USA-193, à Vandenberg.
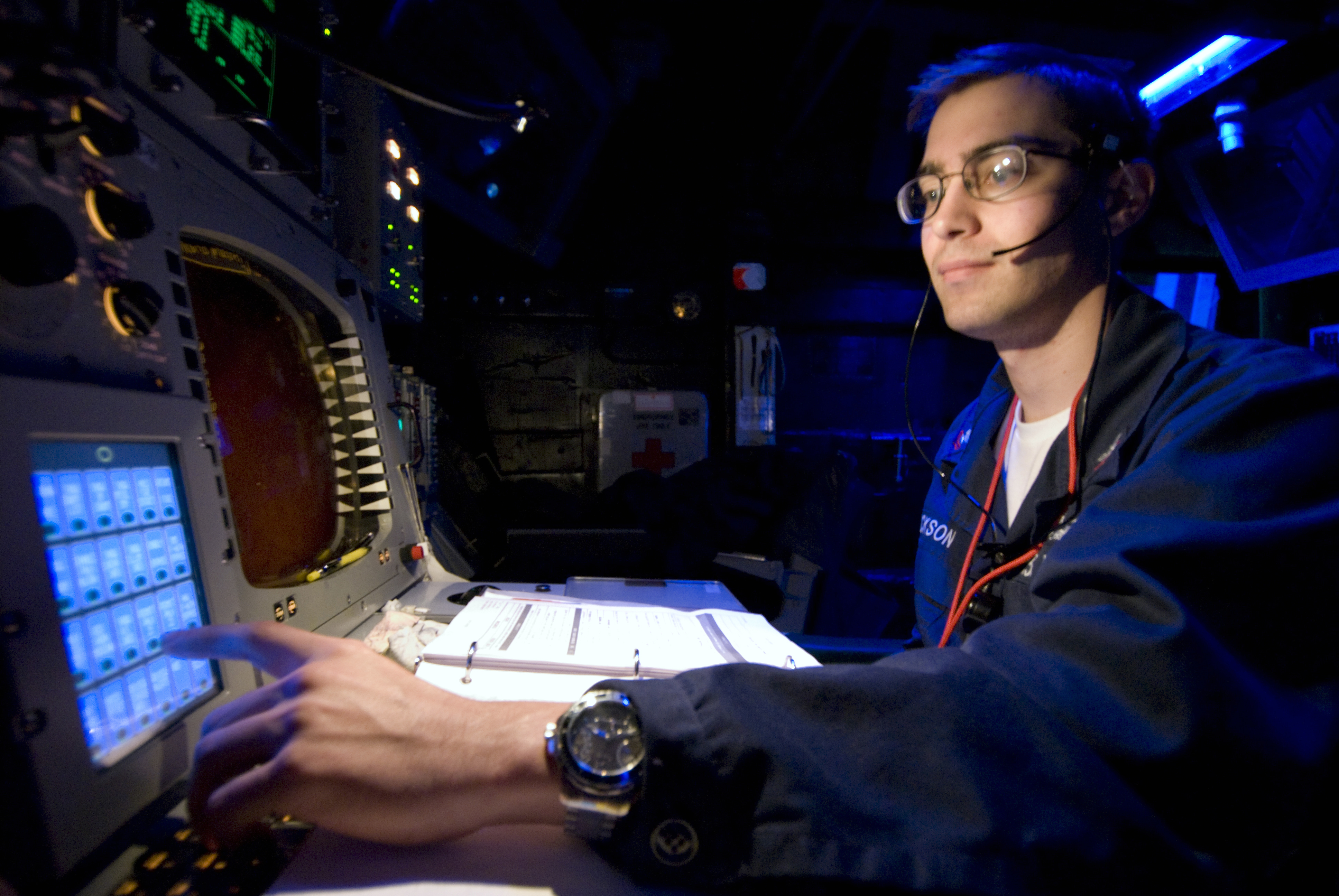
Mise à feu du missile qui a détruit USA-193.
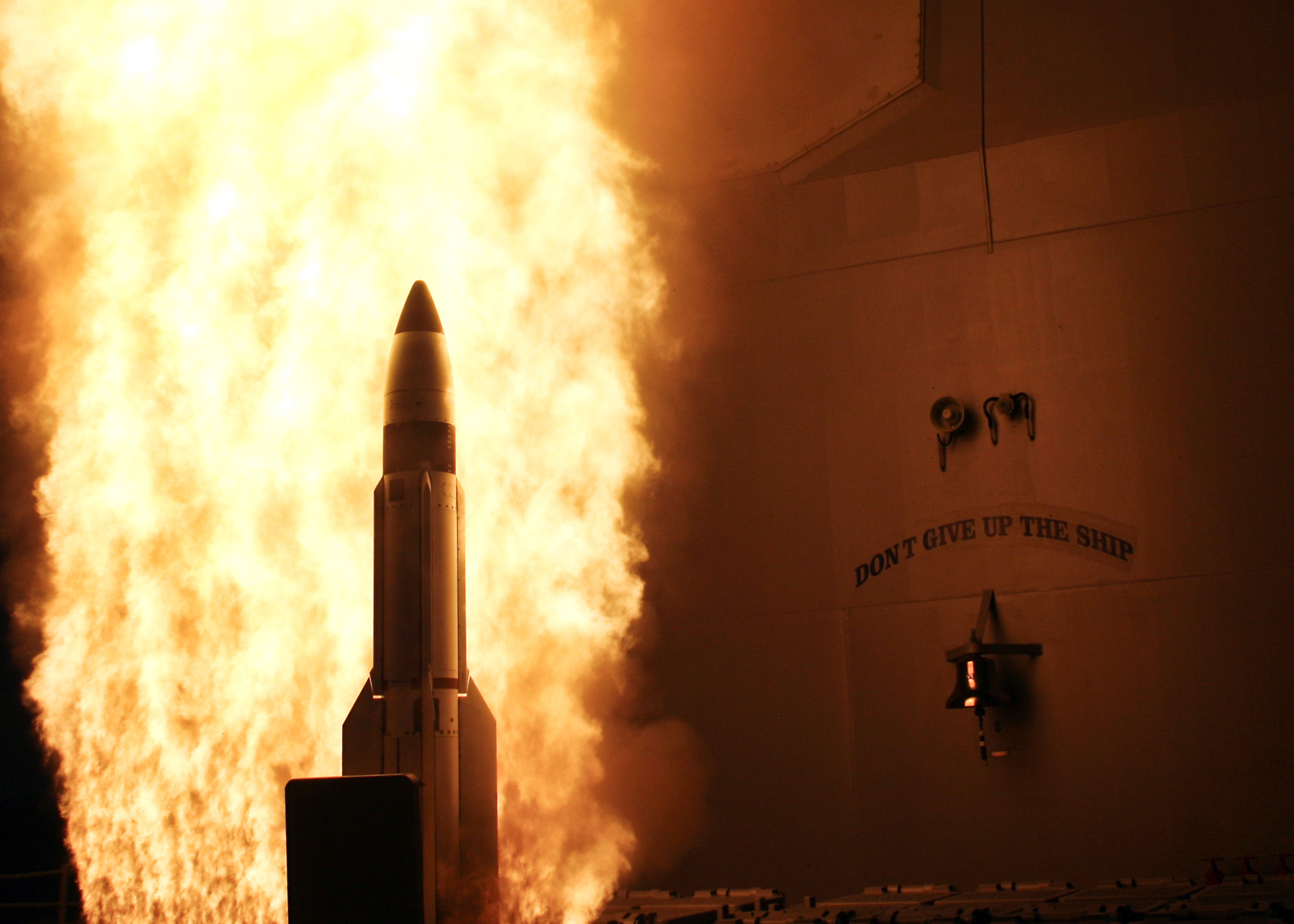
Lancement du SM-3 depuis l'USS Lake Erie.
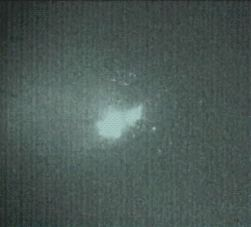
Vidéo de l'interception[22].